# 桥头溪乡
桥头溪乡，是中华人民共和国湖南省怀化市辰溪县下辖的一个乡镇级行政单位。

## 行政区划
桥头溪乡下辖以下地区：
楠木山村、蛇垅村、枫香坡村、蛇王垅村、阳丘田村、上晒野村、三方头村、黑子坪村、同落山村、大禾田村、梅洲村、株木冲村和灯草潭村。